# Molophilus afghanicus
Molophilus afghanicus är en tvåvingeart som beskrevs av Alexander 1969. Molophilus afghanicus ingår i släktet Molophilus och familjen småharkrankar.
Artens utbredningsområde är Afghanistan. Inga underarter finns listade i Catalogue of Life.